# ベルタル
ベルタル（Bertall）のペンネームで知られるシャルル・コンスタン・アルベール・ニコラ・ダルヌー・ド・リモージュ・サン＝サーンス（Charles Constant Albert Nicolas d'Arnoux de Limoges Saint-Saëns、1820年12月18日 - 1882年3月24日）は、フランスのイラストレーター、版画家、写真家である。ペンネームには「Tortu-Goth」もある。

## 略歴
パリで生まれた。リモージュ子爵の曾孫で父親は陸軍長官であった。家族はベルタルが技術者の道に進むのを望んでいたが、画家になることを選び、ミシェル・マルタン・ドロランに学び、挿絵画家としての仕事を始めた
。早い時期にベルタルを支援した作家のバルザックから助言を受けて、ミドルネームのアルベールのアナグラムである「Bertall」をペンネームにした。「ル・マガザン・ピトレスク」や「 Le Musée desfamilies」、「 La Semaine des enfants」、「 Le Journal pour tous」、「 La Bibliothèque des chemins de fer」、「Bibliothèque rose」といった雑誌の挿絵を描いた。1849年から1855年の間にGustave Barbaから30巻が出版された文芸雑誌「 Les Romans populaires illustrés 」には。通算3600点の挿絵を描いた。「イリュストラシオン」や「 La Semaine」、「 Journal pour Rire 」、「 Grelot」といった雑誌にカリカチュアも寄稿した。「 当代のコメディー（La Comédie de notre temps）」や「ヴィーニュ、フランスワインを巡る旅 （La Vigne, voyage autour des vins de France」などの画文集も出版した。.
写真技術のパイオニアとしても、イポリット・バヤール（Hippolyte Bayard: 1801-1887）と1855年から協力し、1860年代の初めから1866年までパリに写真の工房「 Bayard et Bertall 」の共同経営者であった。1866年から独立して写真スタジオを経営した。
1875年にレジオンドヌール勲章（シュバリエ）を受勲した
。

## 作品

### イラストレーション

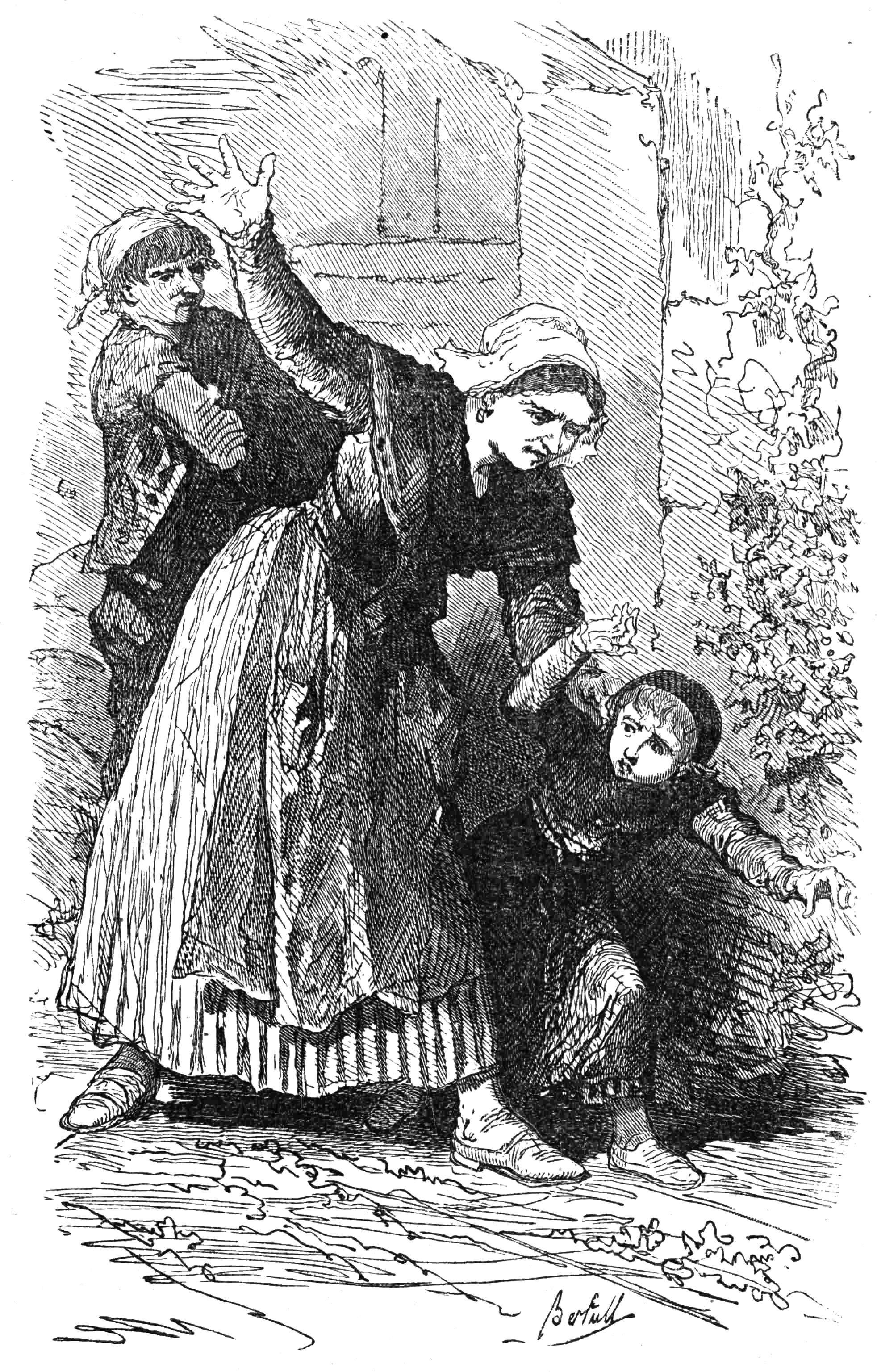
1857年の雑誌「Bibliothèque rose」に掲載されたセギュール夫人の作品の挿絵
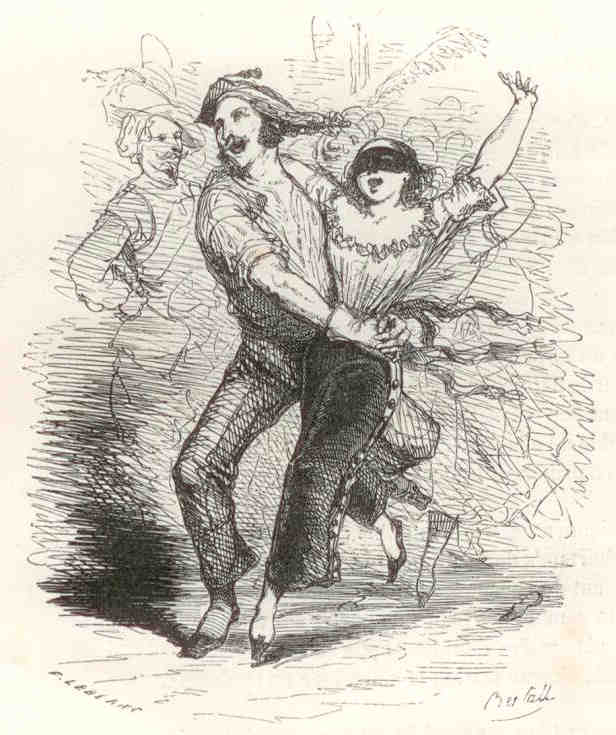
パリのカーニバルのカップル (1847)
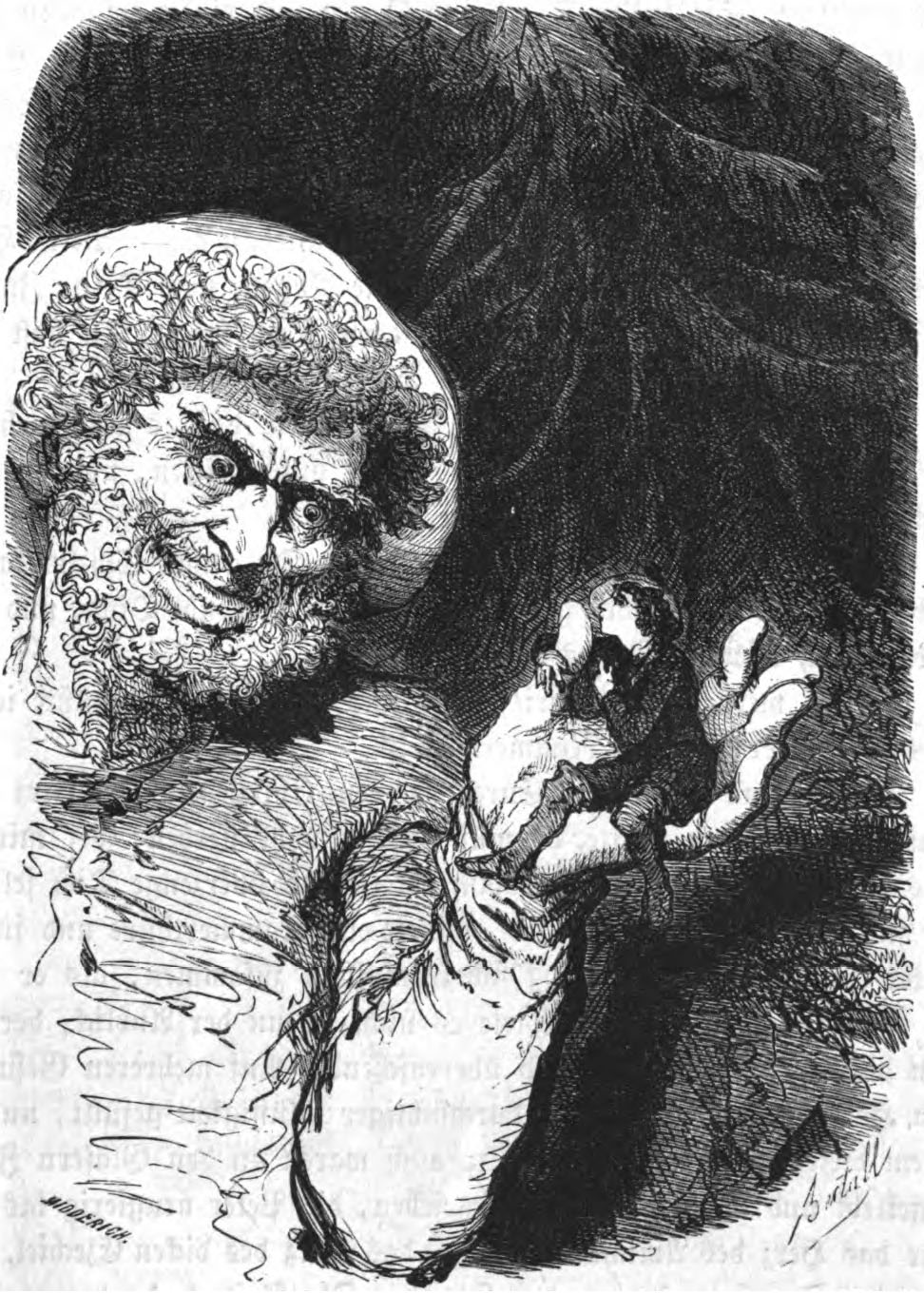
ヴィルヘルム・ハウフの童話の挿絵
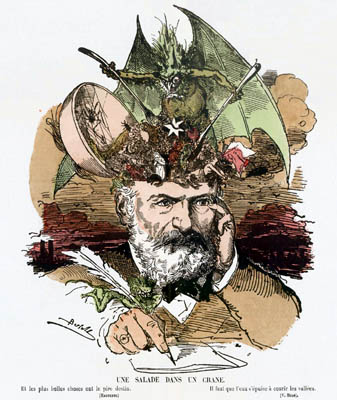
ヴィクトル・ユーゴーのカリカチュア　(1871)

### 肖像写真

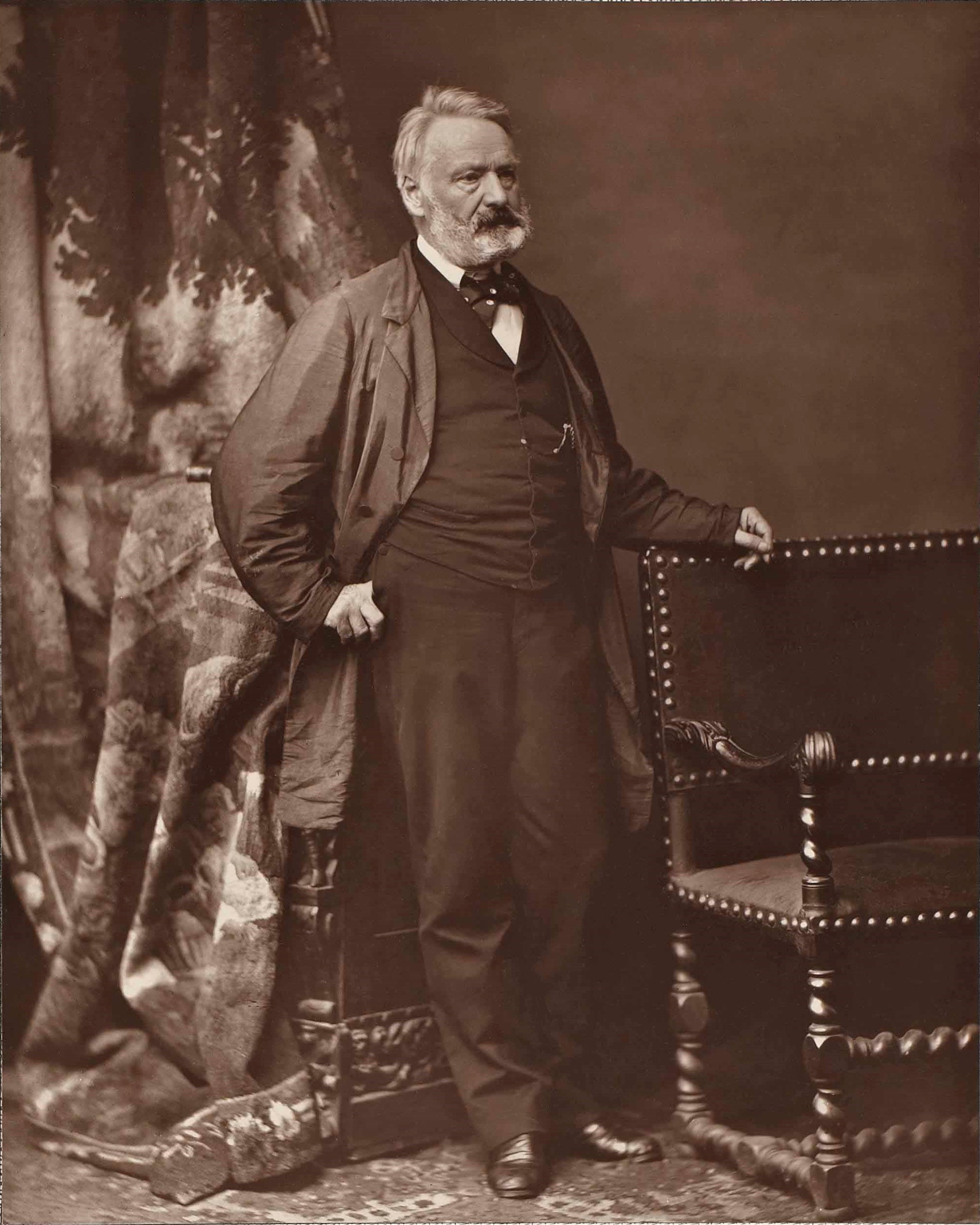
ヴィクトル・ユーゴー
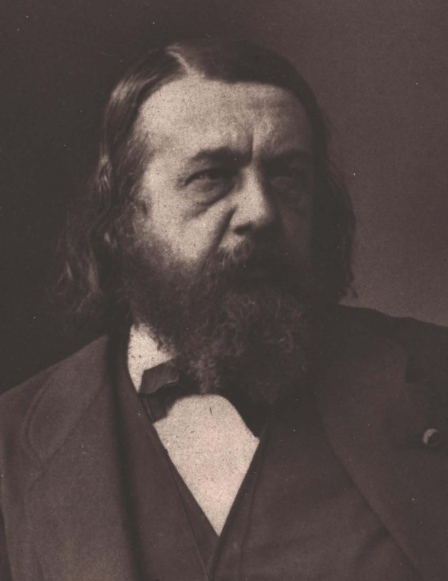
テオフィル・ゴーティエ
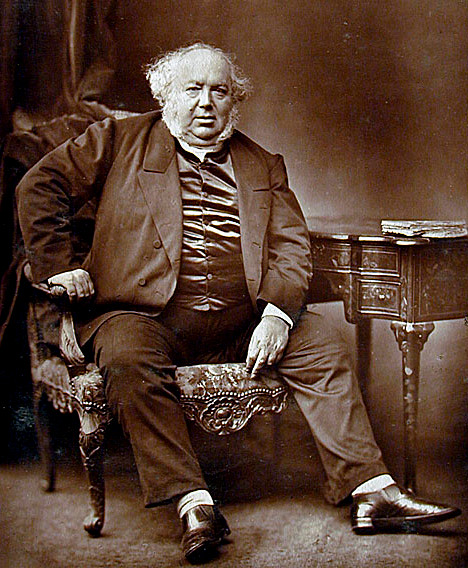
ジュール・ジャナン(文学者)
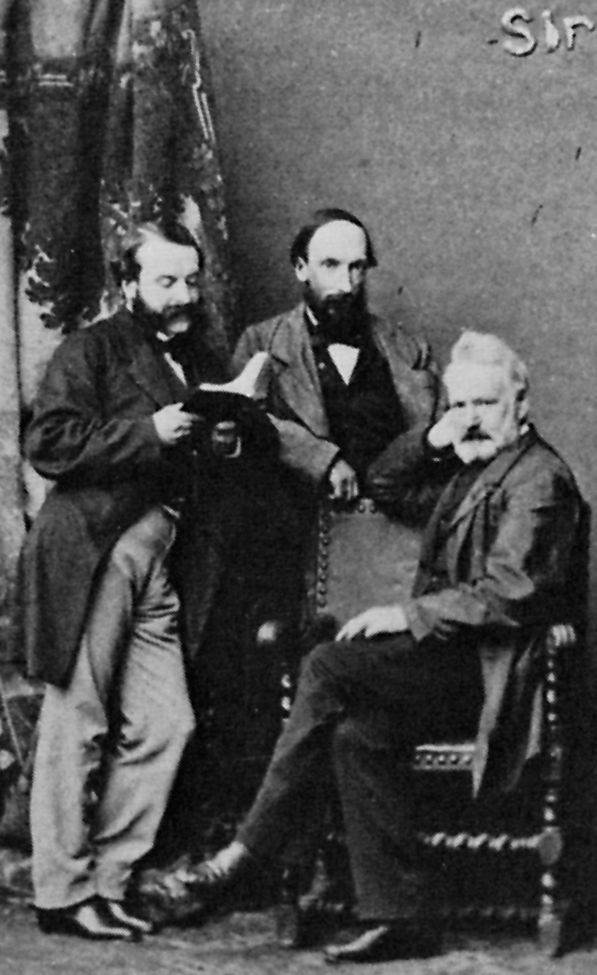
ヴィクトル・ユーゴー、オーギュスト・ヴァケリエ、シャルル・ユーゴー